# Liljas Arena

Liljas arena är en ishall i Nybro kommun i Kalmar län. Hallen invigdes 1963 under namnet Victoriahallen och var då Sveriges fjärde första ishall. Den 18 augusti 2016 blev det klart att bilfirman Liljas Personbilar AB har köpt namnrättigheterna till Victoriahallen, och därmed bytte ishallen namn till Liljas Arena.
Efter en totalrenovering 1984 och fick ishallen sitt nuvarande utseende med undantag för entrédelen. 2013 var det dags för en ny renovering, och hela idrottsområdet (Victoriavallen m.m.) byggdes om under 2013 och 2014 i flera etapper. Först ut var en ombyggnad av västra ståplatsläktaren, även kallad "apberget", som revs till fördel för en ny läktare för Nybro Vikings supporterklack.
Arenan har numera en publikkapacitet på 2380 personer. Publikrekordet är på 4027 i matchen mellan Nybro IF och Tingsryds AIF år 1970. Då antalet sittplatser ökats i arenan samtidigt som moderna brandskyddsregler tillämpas så är det inte längre möjligt att slå det gamla publikrekordet.
Liljas arena är hemmaarena för Nybro Vikings och tidigare även för Nybro Flames. Även Nybro IF Konståkning har Liljas arena som sin hemmaarena. Säsongerna 1968/1969 och 1969/1970 spelades hockeymatcher i högsta divisionen ishallen, med Nybro IF. Sedan hösten 2023 spelas hockeyallsvenska matcher i Liljas Arena.

### Fotnoter
1. ↑  ”Bekräftat: Victoriahallen ett minne blott – biljätten tar över arenanamnet”. 24nybro.se. 18 augusti 2016. Arkiverad från originalet den 20 augusti 2016. https://web.archive.org/web/20160820063549/http://24nybro.se/2016/08/18/24nybro-avslojar-det-blir-nya-namnet-pa-ishallen2/. Läst 18 augusti 2016.
2. ↑  ”Liljas Arena”. Nybro Vikings. https://www.nybrovikings.com/liljas-arena. Läst 28 februari 2024.